# Columnea harrisii
Columnea harrisii är en tvåhjärtbladig växtart som först beskrevs av Ignatz Urban, och fick sitt nu gällande namn av Nathaniel Lord Britton och Conrad Vernon Morton. Columnea harrisii ingår i släktet Columnea och familjen Gesneriaceae. Inga underarter finns listade i Catalogue of Life.